# IC 1435
IC 1435 ist eine aktive Spiralgalaxie mit ausgedehnten Sternentstehungsgebieten vom Hubble-Typ Sb im Sternbild Aquarius auf der Ekliptik. Sie ist schätzungsweise 242 Millionen Lichtjahre von der Milchstraße entfernt und hat einen Durchmesser von etwa 70.000 Lichtjahren.

Im selben Himmelsareal befinden sich u. a. die Galaxien NGC 7220 und IC 5178.
Das Objekt wurde am 25. Juli 1892 von Stéphane Javelle entdeckt.